# 信川站
信川站（韓語：신천역）是位于朝鮮民主主義人民共和國黃海南道信川郡信川邑的一個鐵路車站。屬於殷栗線。

## 歷史
- 1921年11月16日，落成使用。

## 邻近车站
殷栗線
信川溫泉站 - 信川站 - 黄海龙门站